# 寒川綾奈
寒川 綾奈（そうがわ あやな、1988年10月20日 - ）は、日本のファッションモデル、女優である。和歌山県白浜町出身。和歌山県立田辺高等学校、青山学院大学法学部卒業。ガールズロックバンド「Silent Siren」（現：SILENT SIREN）の元メンバー。雑誌『GIANNA』の専属モデル。パールダッシュ所属。

## 人物
- 趣味は映画鑑賞、シナリオ読書、ダイビング、ダンス。ワインソムリエ、ダイビングライセンス（アドバンスド）の資格を所持している。
- 7歳下の妹がいる[4]。
- 2012年7月31日をもってSilent Sirenを脱退[5]。
- 2021年5月10日発売の『週刊プレイボーイ 21号』にて、以前から挑戦したかったという念願の水着グラビアに初挑戦した。自身のグラビアについては、「エロいお姉さん見つけたぞって思ってもらえたら嬉しいです。」と語った[6]。

## 出演

### テレビ番組
- すっぴんカレッジ（2009年、BSフジ）
- しか〜も!!（2011年、日本テレビ）
- 読モTV（2010年、TOKYO MX）

### テレビドラマ
- カラフラブル～ジェンダーレス男子に愛されています。～（2021年4月1日 - 6月3日、読売テレビ・日本テレビ） - 山崎愛 役[7][8]。
- 彼女はキレイだった（2021年7月6日‐9月14日、関西テレビ・フジテレビ系列）‐東今日子 役
- 科捜研の女 Season21 第9話（2022年1月13日、テレビ朝日） - 牧英子 役
- 星新一の不思議な不思議な短編ドラマ（2022年6月28日、NHK BSプレミアム）[9]
- 個人差あり〼（2022年8月6日-9月24日、東海テレビ）
- 神の手（2023年5月15日、テレビ東京）- 佐山友理奈 役

### 舞台
- 一騎討ちproject 舞台「吼える」（2019年5月1日- 5日、東京：CBGKシブゲキ!! / 5月10日 - 12日、大阪：ABCホール）
- 海街diary（2022年3月30日 - 4月3日 シアターサンモール、4月9日・10日 ABCホール）

### CM
- AEON「焼きうまコロッケ」（2016年5月）
- モンスターストライク「激・獣心祭 DJ フェス」篇（2016年7月）
- ロート製薬「デオウ『頭皮に研究員』」篇（2016年8月）
- かんぽ生命保険「人生は、夢だらけ。」（2016年8月）
- 岡崎株式会社 企業CM「社会人っていいかも」（2016年9月）
- パーソナルエージェント webCM「日払いエージェント」（2017年10月）
- ロッテ EATMINT webCM「IT 社長 篇」「噛んで溶けて爽やか続く:IT 社長 篇」（2018年7月）
- 千葉県白子町観光 PR ムービー&ポスター（2018年7月）
- サントリー「GREEN TEA」（2019年4月）
- 旭化成ベンリーゼバナーモデル（2019年7月）
- 株式会社かりゆし ホテル「Okinawa EXES Naha」web モデル（2019年9月1日 - ）